# Saločiai
Saločiai is een plaats in het Litouwse district Panevėžys. De plaats telt 913 inwoners (2001). In Saločiai is een grensovergang naar Grenctāle in Letland.